# Arthur Tedder
Arthur William Tedder, född 11 juli 1890 i Glengoyne, Stirlingshire, Skottland, död 3 juni 1967 i Banstead, Surrey, England, var en brittisk flygmarskalk (från 1945), adlad Baron Tedder of Glenguin 1946.

## Biografi
Tedder var son till Sir Arthur John Tedder och Emily Charlotte Tedder (född Bryson) vid Glenguin Distillery (nu Glengoyne) i Campsiebergen, norr om Glasgow. Hans far var kommissionär i Tullstyrelsen som utarbetat ålderspensionssystemet. Faderns yrke medförde att familjen bodde på olika ställen under Tedders uppväxttid. Han tillbringade sina universitetsår (1909-13) vid Magdalene College, där han läste historia. 
Efter universitetet anslöt han sig till kolonialtjänsten som kadett och avreste från Storbritannien i februari 1914 för att tjänstgöra i förvaltningen på Fiji. Han trivdes dock inte med det koloniala livet och när första världskriget började återvände till Storbritannien så att han kunde gå med i den reguljära armén.

## Militär karriär
Tedder blev befordrad till löjtnant i Dorset-regementet den 14 oktober 1914 och kom tillbaka i Storbritannien i december. Efter att ha skadats i strid överfördes han till Royal Flying Corps i januari 1916. Han blev där utsedd att delta i 1:a Institutionen för flygteknik i Reading och befordrades till kapten i mars 1916.
Tedder utsågs till befälhavare för 67:e skvadronen på Storbritanniens flygvapen (RAF) Shawbury i juni 1917 och blev befälhavare för School of Navigation och bombfällningen i Egypten följande år. En annan förändring som följde i juni 1918 var att han utsågs som befälhavare för 38:e Wing, även den baserad i Egypten. Han befordrades till tillfällig rang av överstelöjtnant från juli 1918 fram till april 1919.
Under mellankrigsåren hade Tedder ett flertal olika befälsuppdrag innan han gick in vid Imperial Defence College 1928 där han blev biträdande kommendant vid RAF Staff College i januari 1929.
I november 1936 utsågs Tedder till Air Officer Commanding (AOC) för RAF:s östasiatiska styrkor, som gav honom kontroll över RAF:s enheter från Burma till Hongkong och Borneo och i juli 1937, befordrades han till vice flygmarskalk och blev generaldirektör för forskning i flygministeriet i juli 1938.
Vid krigsutbrottet 1939, överfördes Tedders avdelning till det nyinrättade ministeriet för flygplansproduktionen, men då han inte fick till stånd ett gott samarbete med ministern, Max Aitken, 1:e baron Beaverbrook och med premiärminister Winston Churchill fick han i november 1940 istället gå in som vice befälhavare för RAF:s Mellanösternkommando med grad av tillförordnad flygmarskalk.
Under senare delen av andra världskriget var Tedder Dwight D. Eisenhowers ställföreträdare som de allierades överbefälhavare. Han ledde då också flygunderstödet i den allierade slutoffensiven mot Tyskland. Under efterkrigstiden arbetade han vidare inom det brittiska flygvapnet och utvecklade bland annat tekniken att lägga s. k. bombmattor. Åren 1946-50 var han flygvapenchef.
I november 1950 valdes Tedder till kansler vid universitetet i Cambridge. Han hade också uppdrag som ordförande i Standard Motor Company 1954-1960 och vice ordförande i styrelsen för BBC. Under sina senare år utvecklade han Parkinsons sjukdom och dog i sitt hem i Banstead i Surrey den 3 juni 1967.

## Utmärkelser
- Croix de Guerre 1939–1945
- Storofficer av Hederslegionen
- Storkors av Hederslegionen
- Croix de guerre
- Kommendör av Hederslegionen
- Defense Distinguished Service Medal
- Stora ordensbandet av Nichan Iftikhar
- Kutuzovorden, första graden
- Distinguished Service Medal
- Storkors av Georg I:s orden
- Storkorset av Oranien-Nassauorden
- Överkommendör av Legion of Merit
- Riddare med storkors av Bathorden
- Storkors av Ouissam Alaouite-orden
- Storkors av Kronorden
- Storkors av Polonia Restituta
- Storkorsriddare av Republiken Italiens förtjänstorden
- Militär tapperhetsmedalj i silver

[Redigera Wikidata]

### Fotnoter
1. ↑  ”THE LONDON GAZETTE, 8 FEBRUARY, 1946” (på engelska). The London Gazette (37461). 8 februari 1946. https://www.thegazette.co.uk/London/issue/37461/page/864. Läst 2 januari 2025.